# Gabriel Aghion
Pour les articles homonymes, voir Aghion.
Gabriel Aghion est un réalisateur et scénariste français né le 30 décembre 1955 à Alexandrie, en Égypte.

## Biographie
Gabriel Aghion est issu d'une famille juive égyptienne, pays dans lequel il est né. Ses parents se sont installés à Paris quand il avait 4 ans.
Il est essentiellement connu pour son film Pédale douce, gros succès en 1996. Il connaît un nouveau succès grâce à Belle Maman, comédie interprétée par Catherine Deneuve et Vincent Lindon. 
Par la suite, il adapte une pièce d'Éric-Emmanuel Schmitt, Le Libertin, avec Vincent Pérez, et un film inspiré par la série télévisée anglaise Absolument fabuleux, avec Josiane Balasko et Nathalie Baye en vedettes. 
En 2004, il reprend le thème de l'homosexualité avec Pédale dure, fausse suite de Pédale douce, qui est un échec public et critique. Depuis, il travaille essentiellement pour la télévision.

## Vie privée
Gabriel Aghion est ouvertement gay.

## Filmographie

### Réalisateur
- 1983 : La Scarlatine (réalisateur, scénariste et dialoguiste)
- 1991 : Rue du Bac (réalisateur et scénariste)
- 1995 : Avocat d'office (série télévisée) épisode Les Enfants d'abord (+ scénariste)
- 1996 : Pédale douce (+ scénariste)
- 1999 : Belle Maman (+ scénariste)
- 2000 : Le Libertin (+ scénariste)
- 2001 : Absolument fabuleux (+ scénariste)
- 2004 : Pédale dure (+ scénariste)
- 2007 : Monsieur Max (téléfilm)
- 2011 : Manon Lescaut (téléfilm)
- 2011 : Les Belles-sœurs (téléfilm)
- 2011 : Un autre monde (réalisateur et scénariste) (téléfilm)
- 2015 - 2017 : La Vie devant elles (mini-série 6 × 52 min, 2 saisons)
- 2016 : Diabolique (téléfilm)
- 2018 : Sam (saison 2)
- 2018 : Tu vivras ma fille (téléfilm)
- 2019 : Classe unique (téléfilm)
- 2020 : Police de caractères (série)

### Assistant réalisateur
- 1977 : Dernière sortie avant Roissy de Bernard Paul
- 1978 : French postcards de William Huyck (second assistant réalisateur)
- 1981 : Le Bunker (The Bunker) (téléfilm, CBS) de George Schaefer
- 1985 : Bras de Fer de Gérard Vergez (premier assistant réalisateur)

### Acteur
1995 : La Rivière Espérance de Josée Dayan (mini série télévisée)

## Clip
2005: Personne (RoBERT)

## Théâtre

### Metteur en scène
1989 : Liebelei d'Arthur Schnitzler, Comédie des Champs-Élysées